# Ленінський (Іглінський район)
Ле́нінський (рос. Ленинский, башк. Ленинский) — присілок у складі Іглінського району Башкортостану, Росія. Входить до складу Ауструмської сільської ради.
Населення — 3 особи (2010; 6 в 2002).
Національний склад:
- білоруси — 100 %